# Morgan Mitchell
Morgan Mitchell, född 3 oktober 1994, är en friidrottare från Australien. Hon deltog vid olympiska sommarspelen 2016 och olympiska sommarspelen 2020.